# 出前
出前（でまえ）とは、飲食店が自店で提供している料理などの飲食物を、希望する顧客の元へ配送するサービスのことである。仕出し（しだし）とも呼ばれる。

## 概要

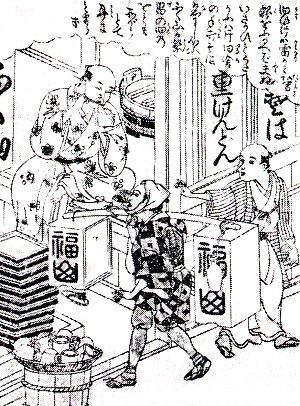
江戸葺屋町の福山そば屋（1771年）

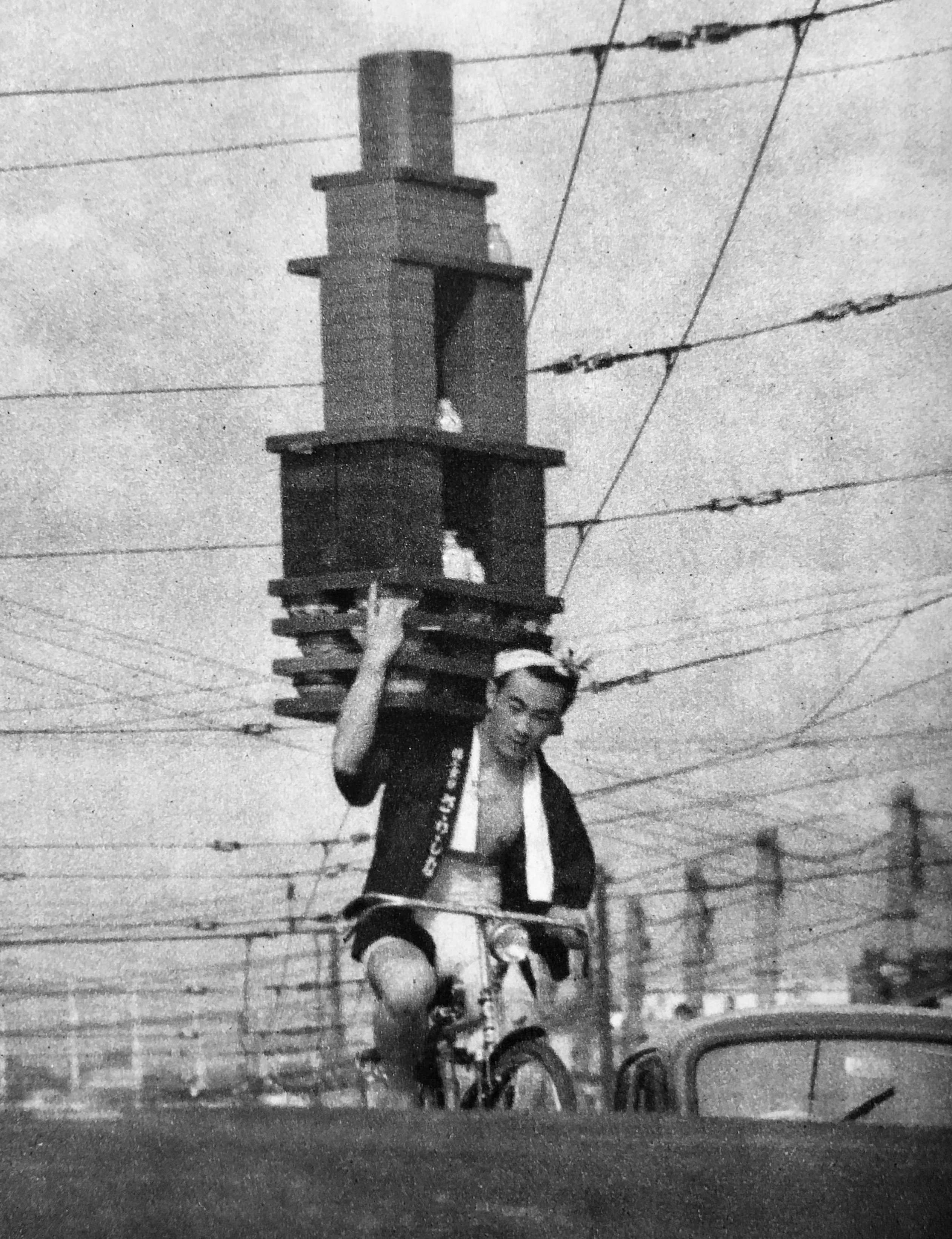
東京下町の蕎麦屋の出前持ちの前田和弘（1955年撮影）。前田は「出前コンクール」で2度優勝した。

出前とは、店舗で調理した料理などを希望する顧客宅へ配送する業務で、その起源は江戸時代初頭にまでさかのぼる。
店内に飲食スペースを設けない店や無店舗営業の業者による配送の場合はデリバリーと呼ばれることが多いが、厳密に区別ができるわけではない。同様に、祝い事や法事などに用いる和食の弁当や寿司などの配送は「仕出し」と呼ばれることが多いが、こちらも厳密に区別ができるわけではない。
「出前」の場合は、比較的少ない数量を火急に配達することが求められる場合が多く、「仕出し」や「（ケーキなどの）配達」は予約を要する場合や注文数量が多いという違いもある。
類似のサービスにケータリングがある。ケータリングは、注文主が用意する台所、あるいは移動調理車などを使って、現場で調理をするものである。「出前」「仕出し」は、完成した料理を配達するという点で決定的に異なるが、日本では特に法規上の違いは存在しない。

## 対象商品・業態
予約が不要な飲食店が提供する出前においては、寿司・蕎麦・うどん・丼物・ラーメン・中華料理・カレーライス・ピザ・洋食など、比較的安価なものが対象となることが多い。
予約をすることが一般的なものには、パーティ用の食べ物や葬祭・宴会などの料理などがあり、しばしば「仕出し」と呼ばれる。これらは一般家庭で用意することが難しい、あるいは面倒なものであり、比較的高価なものが多い。
企業の内部消費や接客用などにコーヒーやジュースなどの飲料を出前する場合もある。また、出前される飲食物は、配送の都合で内容や量が店舗で出されるものとは異なることがある。

### 出前・仕出しを行う業種
- そば屋
- 中華料理店
- 寿司屋
- ピザ屋 - ピザ#宅配ピザも参照
- 大衆食堂
- 喫茶店
- 洋食店
- 和食店
- カレー店
- ハンバーガー店
- 弁当店

### 業務用の出前
待合茶屋などのように原則として調理は行わず、客をもてなすための料理はすべて仕出しで用意するといった業態もある。
この業態の現代版として、繁華街においては個人客の出前を受け付けず近隣で営業する店舗などにのみ出前を行うケースもある。店舗側は厨房や要員を節約しつつ多様な料理を提供できるようになるというメリットがある。

## 注文
日本においては、注文はほぼ電話通話やファクシミリだけで行われてきたが、2000年代からは店のウェブサイトからインターネット経由で受け付けることが増えている。特に、2000年10月から夢の街創造委員会株式会社が出前ポータルサイト、出前館の運営を開始し、それ以降PCやスマートフォンアプリでの出前受注が普及してきており、2016年9月からはUber社の運営するUber Eatsや、NTTドコモのdデリバリーなどいくつかの企業によってデリバリーサービスが運営されている。

## 配送

### 料金
配送料金は無料、もしくはあらかじめ飲食物の代金に含まれている場合が多い。このため大手チェーンでは少量（1人前など）の出前は採算に合わないこともあり、配達には「出前は2人前以上」や「2,000円以上」「1,000円以下の出前の場合には100円の出前料を頂きます」などとしている店もある。ピザ店は代金に含まれている事が多く、店舗に出向いて直接購入する場合は一定の金額を割り引く事が多い。

### 容器
飲食物の容器は配送した業者によって、追って数時間後から数日中に回収されることが多いが、近年は使い捨ての容器を用いて回収の手間を省くケースも増えている。
返却する食器は玄関前に置いておく。一般的には洗って返却するものとされているが、店舗や地域によっては洗わずに返却するのが通例となっている場合もある。

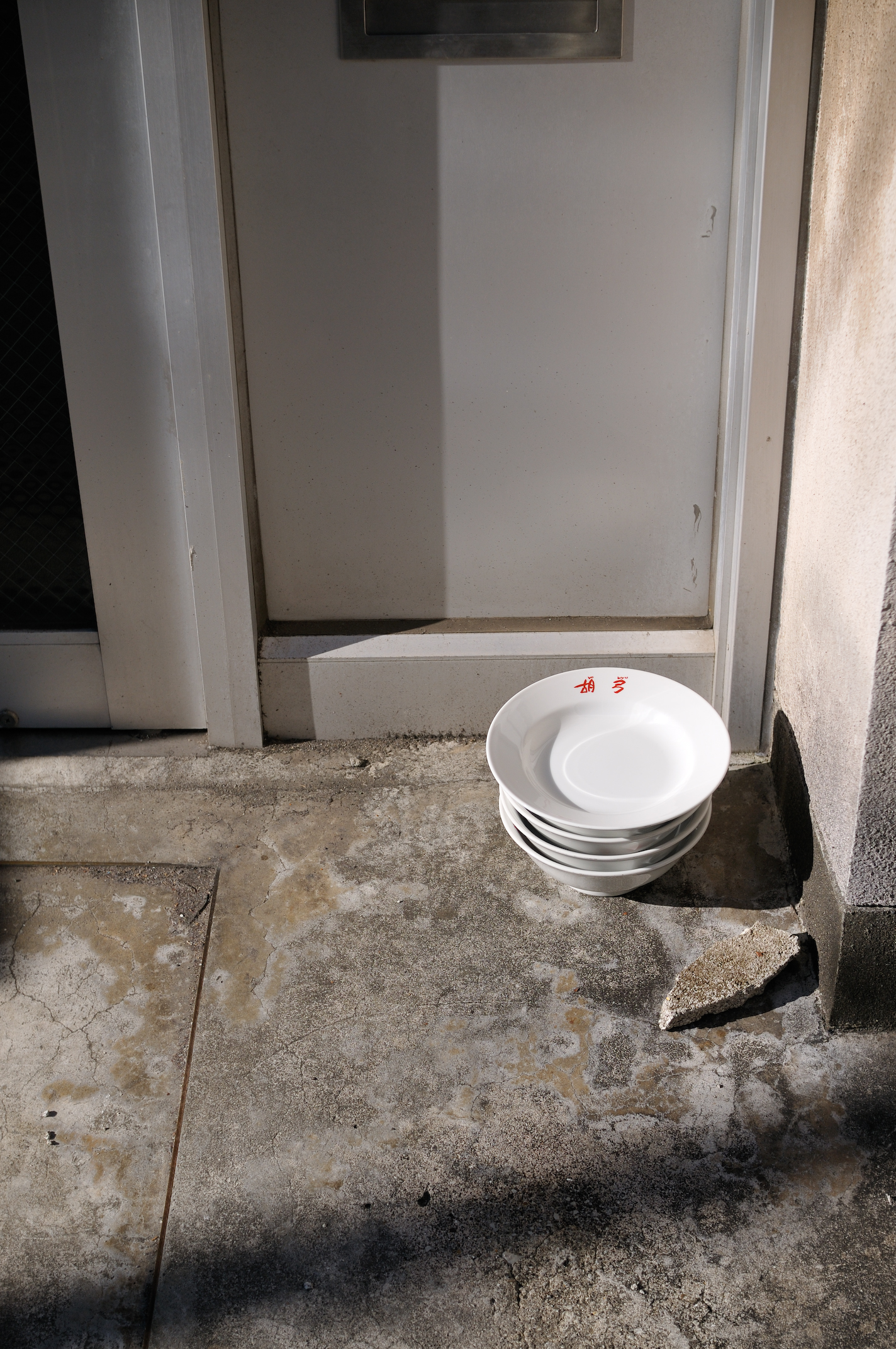
食器の返却

### 「そば屋の出前」
調理と配達にはバックオーダーや調理場の混雑具合、道路の渋滞（特に夕刻の渋滞は夕食時間帯と重なる）などの理由により、出前には遅延が付きものである。これに対して苦情の電話を入れるとよく「今出ました」と言い訳されるといわれており、このことに例えて物事の遅延に対する安易な応対や言い訳を「そば屋の出前」と称されている。

### 配送手段
配送は自動車、原動機付自転車、自転車を使用して、あるいは徒歩によって行われる。
配達員をアルバイトによって揃えることが多いため、オートバイでの配達は普通自動車免許でも運転可能な50cc以下の原動機付自転車を用いることが多く、道交法上で自動二輪車に分類される比較的大型のバイクはほとんど使用されない。

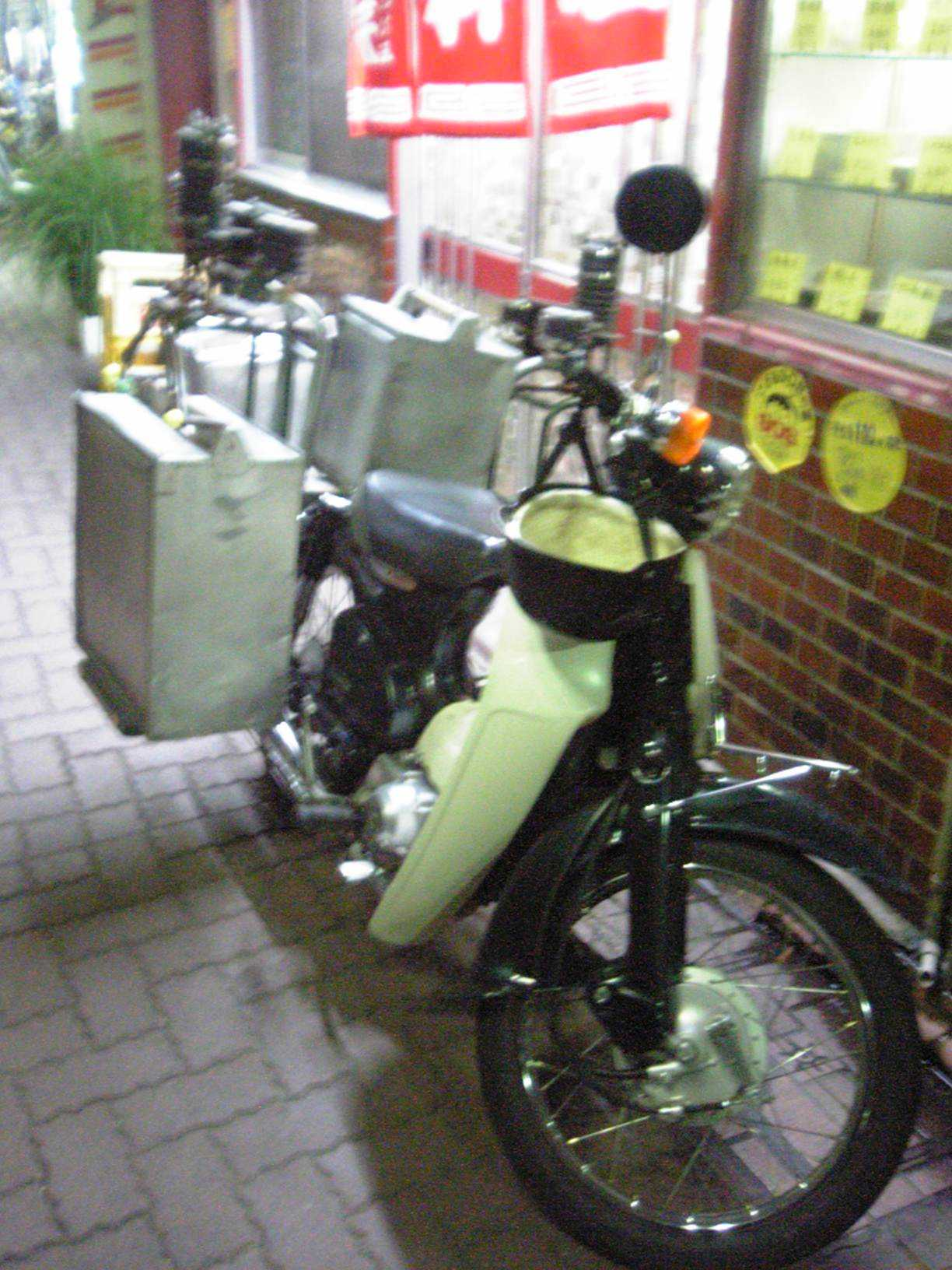
出前用のバイク 荷台に出前機を装備している

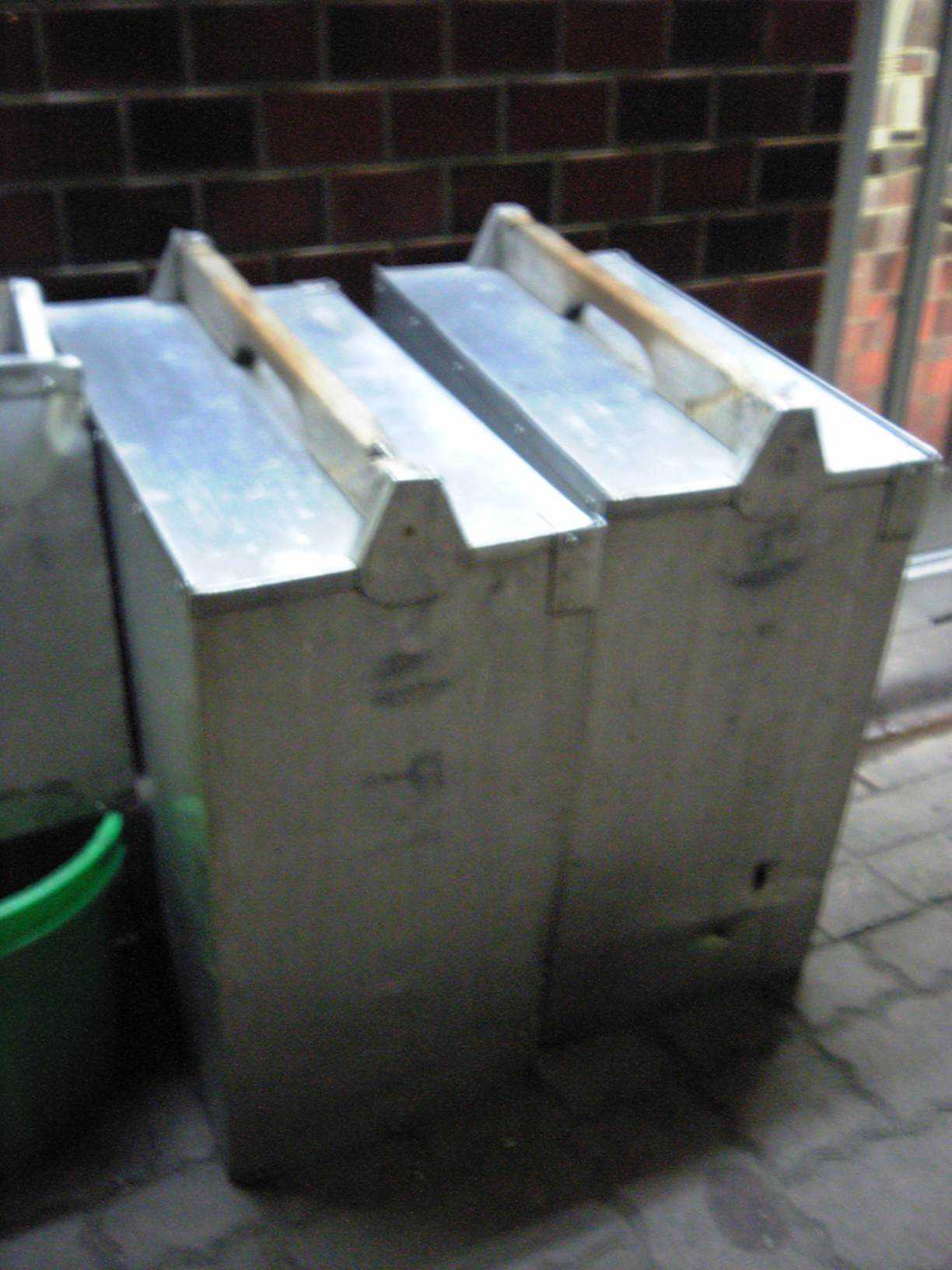
岡持ち

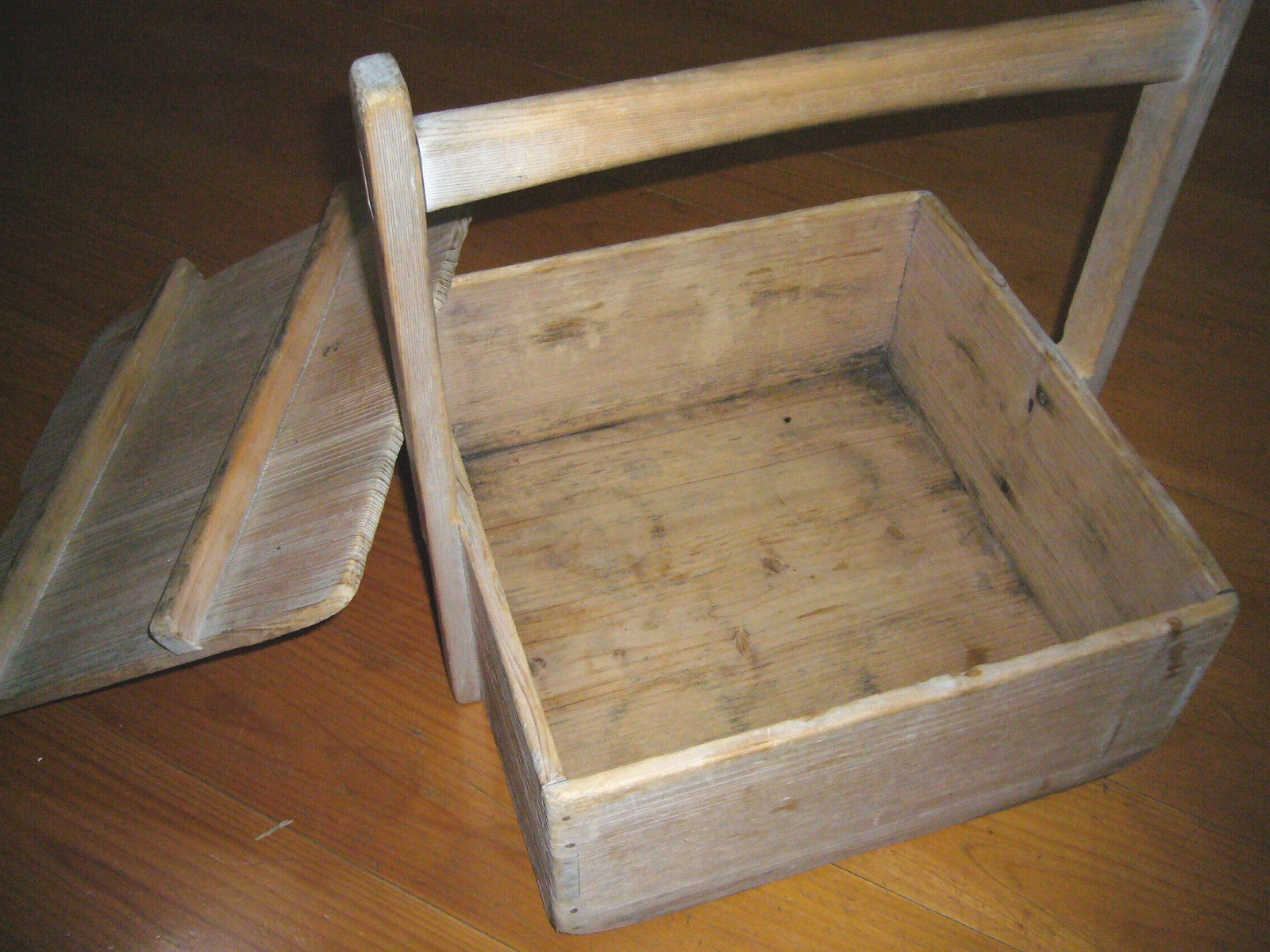
丼用の岡持ち

かつては自転車やオートバイで配達するとき、片手でハンドルを持ち、空いた側の肩に蕎麦数十人前のせいろを高々と積み重ねたり、片手に岡持ちを提げるアクロバティックな運転が普通に見られた。ホンダ・カブ（1958年発売）のウィンカースイッチが変則的な取り付け方をしてあったり、手動式でない自動クラッチ式変速機を装備していたのも、このような用途を念頭において最初から片手運転可能なよう設計されたためであった。
しかし片手に重量物を持っての運転は不安定であり、特に蕎麦を肩に担ぐスタイルは片方の視界が妨げられ、出前中の交通事故が多発した。そのため1950年代後期、蕎麦店主によって出前機（スプリングやエアクッションがついた専用の岡持ち台）が発明され、これを自転車やオートバイに取り付けて料理を運ぶことが一般化した。さらに1980年代には後部に大型荷台を取り付けられる3輪スクーター（ホンダ・ジャイロ）も市販化された。片手運転による無理な荷運びは法規面からも規制されており、こうした出前機や3輪スクーターを使うことが普通になっている。

### 食糧管理法による制限
日本では、戦時中の1942年から戦後の1951年にかけて、食糧管理法に基づく移動制限により、ソバ（中華麺を含む）の出前が禁止されていた。